# Sofía Bekatoru
Sofía Bekatoru –en griego, Σοφία Μπεκατώρου– (Atenas, 26 de diciembre de 1977) es una deportista griega que compitió en vela en las clases 470 y Yngling. Está casada con el regatista Andreas Kosmatópulos.
Participó en cuatro Juegos Olímpicos de Verano, entre los años 2000 y 2016, obteniendo dos medallas, oro en Atenas 2004 (clase 470 junto con Emilía Tsulfa) y bronce en Pekín 2008 (clase Yngling con Viryinía Kravarioti y Sofía Papadopulu).
Ganó cuatro medallas de oro en el Campeonato Mundial de 470 entre los años 2000 y 2003, y cuatro medallas en el Campeonato Europeo de 470 entre los años 1998 y 2002. Además, obtuvo una medalla de bronce en el Campeonato Europeo de Yngling de 2007.
En dos ocasiones fue nombrada Regatista Mundial del Año por la Federación Internacional de Vela: en los años 2002 y 2004, junto con su compañera de la clase 470, Emilía Tsulfa.

## Palmarés internacional
| Juegos Olímpicos   | Juegos Olímpicos        | Juegos Olímpicos  | Juegos Olímpicos |
| Año                | Lugar                   | Medalla           | Clase            |
| ------------------ | ----------------------- | ----------------- | ---------------- |
| 2004               | Atenas (Grecia)         | Medalla de oro    | 470              |
| Campeonato Mundial |                         |                   |                  |
| Año                | Lugar                   | Medalla           | Clase            |
| 2000               | Balatonfüred (Hungría)  | Medalla de oro    | 470              |
| 2001               | Koper (Eslovenia)       | Medalla de oro    | 470              |
| 2002               | Cagliari (Italia)       | Medalla de oro    | 470              |
| 2003               | Cádiz (España)          | Medalla de oro    | 470              |
| Campeonato Europeo |                         |                   |                  |
| Año                | Lugar                   | Medalla           | Clase            |
| 1998               | Çeşme (Turquía)         | Medalla de bronce | 470              |
| 2000               | Malcesine (Italia)      | Medalla de oro    | 470              |
| 2001               | Dún Laoghaire (Irlanda) | Medalla de oro    | 470              |
| 2002               | Tallin (Estonia)        | Medalla de oro    | 470              |

| Juegos Olímpicos   | Juegos Olímpicos      | Juegos Olímpicos  | Juegos Olímpicos |
| Año                | Lugar                 | Medalla           | Clase            |
| ------------------ | --------------------- | ----------------- | ---------------- |
| 2008               | Pekín (China)         | Medalla de bronce | Yngling          |
| Campeonato Europeo |                       |                   |                  |
| Año                | Lugar                 | Medalla           | Clase            |
| 2007               | Warnemünde (Alemania) | Medalla de bronce | Yngling          |